# Dronne
Die Dronne, okzitanisch Drona, ist ein Fluss im Südwesten Frankreichs, der in der Region Nouvelle-Aquitaine verläuft. Sie entspringt im Regionalen Naturpark Périgord-Limousin, im Gemeindegebiet von Bussière-Galant, entwässert generell in südwestlicher Richtung und mündet nach rund 201 Kilometern im Gemeindegebiet von Coutras als rechter Nebenfluss in die Isle. Auf ihrem Weg durchquert die Dronne die Départements Haute-Vienne, Dordogne, Charente, Charente-Maritime und Gironde.

## Orte am Fluss
- Bussière-Galant
- Saint-Pardoux-la-Rivière
- Champagnac-de-Belair
- Brantôme
- Bourdeilles
- Lisle
- Tocane-Saint-Apre
- Ribérac
- Saint-Aulaye
- La Roche-Chalais
- Aubeterre-sur-Dronne
- Saint-Aigulin
- Les Églisottes-et-Chalaures
- Les Peintures
- Coutras

## Hydrologie
Ihr mittleres Gefälle beträgt 2,50 m/km. Die folgende Abbildung zeigt die Jahresverteilung des durchschnittlichen monatlichen Abflusses Q in m3/s, gemessen bei Coutras (Mittelwert über 38 Jahre):
Der Jahresdurchschnittswert der Dronne liegt bei 25,3 m3/s. Die Dronne wird sehr stark von den Jahreszeiten geprägt. Im Winter (Dezember bis Ende April) liegt der monatliche Abfluss zwischen 34 und 51,9 m3/s mit Spitzen im Januar und vor allem im Februar. Im Sommer zwischen Juli und September geht der Abfluss drastisch bis auf 4,83 m3/s im August zurück.

## Geologie
Die Dronne entspringt im variszischen Grundgebirge des Massif Central, ihre Quelle liegt im äußersten Süden des Granitmassivs von Nexon-Les Cars. Sie fließt in südlicher Richtung nur kurz durch die Paragneise der Oberen Gneisdecke, macht dann eine Richtungsänderung nach Westsüdwest und durchquert die Gesteine der Unteren Gneisdecke (Paragneise und Augengneise). Sie trifft anschließend auf die Glimmerschiefer der Parautochthonen Glimmerschiefereinheit, der strukturell tiefsten Einheit im Massif Central. Nach erneuter Richtungsänderung nach Südsüdwest und Südwest durchquert sie in einem engen und relativ eingekerbten Tal mit Stromschnellen den Saint-Saud-Leukogranit und anschließend die Paragneise der Dronne-Gruppe. Kurz oberhalb von Saint-Pardoux-la-Rivière verlässt sie das Grundgebirge in südsüdwestlicher Richtung, ihr Tal weitet sich und sie fließt von jetzt bis zu ihrer Mündung in den flach liegenden, mesozoischen Sedimentgesteinen des Aquitanischen Beckens (Jura, Oberkreide und Paläogen). Kurz vor Brantôme trifft die Dronne auf das resistentere Turonium und Coniacium, das Tal verengt sich wieder und in zahlreichen von Steilwänden umgürteten Schleifen windet sich der Fluss gen Südwesten. Bei Lisle begegnet die Dronne dann den weicheren Formationen des Santoniums und Campaniums, die sie in einer breiten Talniederung in westlicher Richtung gen Aubeterre durchläuft. Südlich von Chalais erfolgt eine letzte Richtungsänderung nach Südwest mit den eozänen und oligozänen Sanden als letztem Hindernis.
Alluviale Terrassen belegen, dass der Fluss seinen Lauf seit dem Unteren Pleistozän um bis zu 100 Meter abgesenkt hat. In den breiten Tallagen ist sogar ein einstiger Mäander erhalten – der Fluss nahm folglich den ihm zur Verfügung stehenden Freiraum in Anspruch. Der Flussverengung hinter Brantôme folgte er jedoch bereits seit Beginn des Pleistozäns. In den Steilwänden sind hier verschiedene Stadien in der Absenkung des Flusses wunderschön als Auskolkungen zu erkennen.

## Ökologie
Das Dronnetal besitzt sehr verschiedenartige Biotope mit einer sehr reichhaltigen Fauna und Flora. Aus diesem Grund sind 80 % des Flusslaufs entweder Natura-2000-Schutzgebiete oder FFH-Gebiete.
Folgende Natura-2000-Schutzgebiete werden ausgewiesen:
- Von der Quelle bis Saint-Pardoux-la-Rivière. Die Dronne durchquert in diesem Abschnitt Heidelandschaften, Feuchtwiesen, Felder und Wälder.

Mehrere bedrohte Tierarten sind hier anzutreffen: Flussperlmuschel (Margaritifera margaritifera), Gelbbauchunke (Bombina variegata), Helm-Azurjungfer (Coenagrion mercuriale), Skabiosen-Scheckenfalter (Euphydryas aurinia), Dohlenkrebs (Austropotamobius pallipes), sowie mehrere Säugetiere wie beispielsweise der Fischotter (Lutra lutra) und drei Fledermausarten. Unter den Fischen die Groppe (Cottus gobio) und das Bachneunauge (Lampetra planeri).
- Südlich von Brantôme bis zur Mündung. Auf 110 Kilometer fließt die Dronne hier durch Feuchtwiesen, Ackerlandschaft und Bocage. Dieses Gebiet ist besonders wichtig für die Fortpflanzung des Meerneunauges (Petromyzon marinus). Es beherbergt fünf weitere bedrohte Fischarten, den Dohlenkrebs und den Europäischen Nerz (Mustela lutreola).
- Die rechtsseitigen Hanglagen auf den Gemeindegebieten um Bourdeilles, Grand-Brassac und Montagrier. Sie bestehen aus Steppe und Heidelandschaft, ein idealer Standort für zahlreiche Orchideenarten und den Gemeinen Wacholder (Juniperus communis).

Ferner existieren weitere sieben FFH-Gebiete, die sich großteils mit den oben genannten Schutzgebieten überschneiden, darunter:
- Ein 25 Kilometer langer und 541 Hektar umfassender Flussabschnitt zwischen Mialet und Saint-Pardoux-la-Rivière. In bewaldeten Schluchten wechseln mediterrane und atlantische Flora je nach Standort miteinander ab.
- Ein 4 Kilometer langer Flussabschnitt bei Saint-Front-la-Rivière. Feuchtwiesenflora und eine sehr interessante, an die umgebenden Kalkwände angepasste Flora.
- Zwischen Brantôme und Lisle. Auf 18 Kilometern durchschlängelt die Dronne Waldgebiete und Feuchtwiesen. Ihr Lauf wird von Kalkwänden gesäumt, deren Südseiten eine mediterrane Flora, die Nordseiten jedoch eine Gebirgsflora aufweisen.

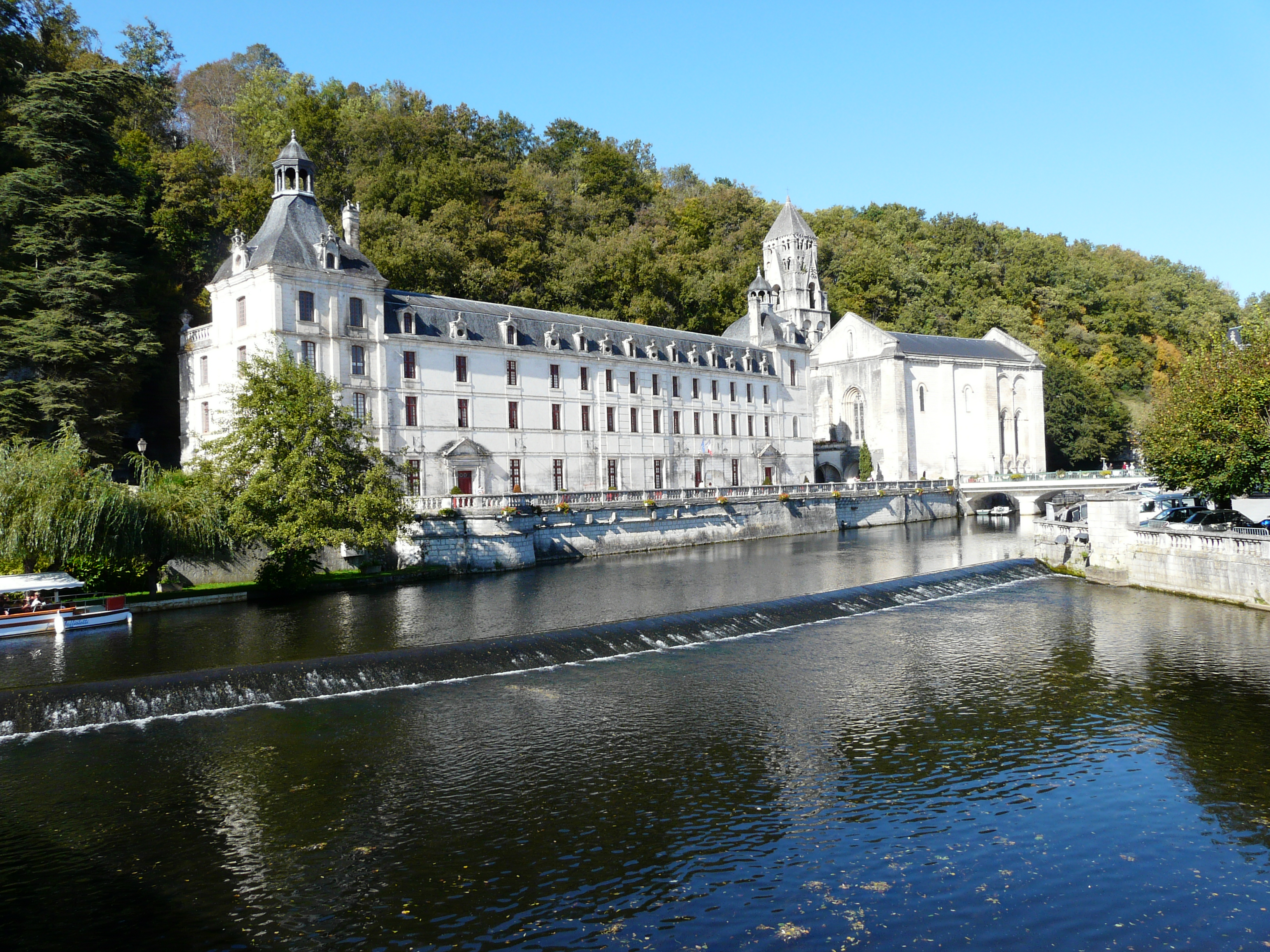
Abtei Saint-Pierre in Brantôme
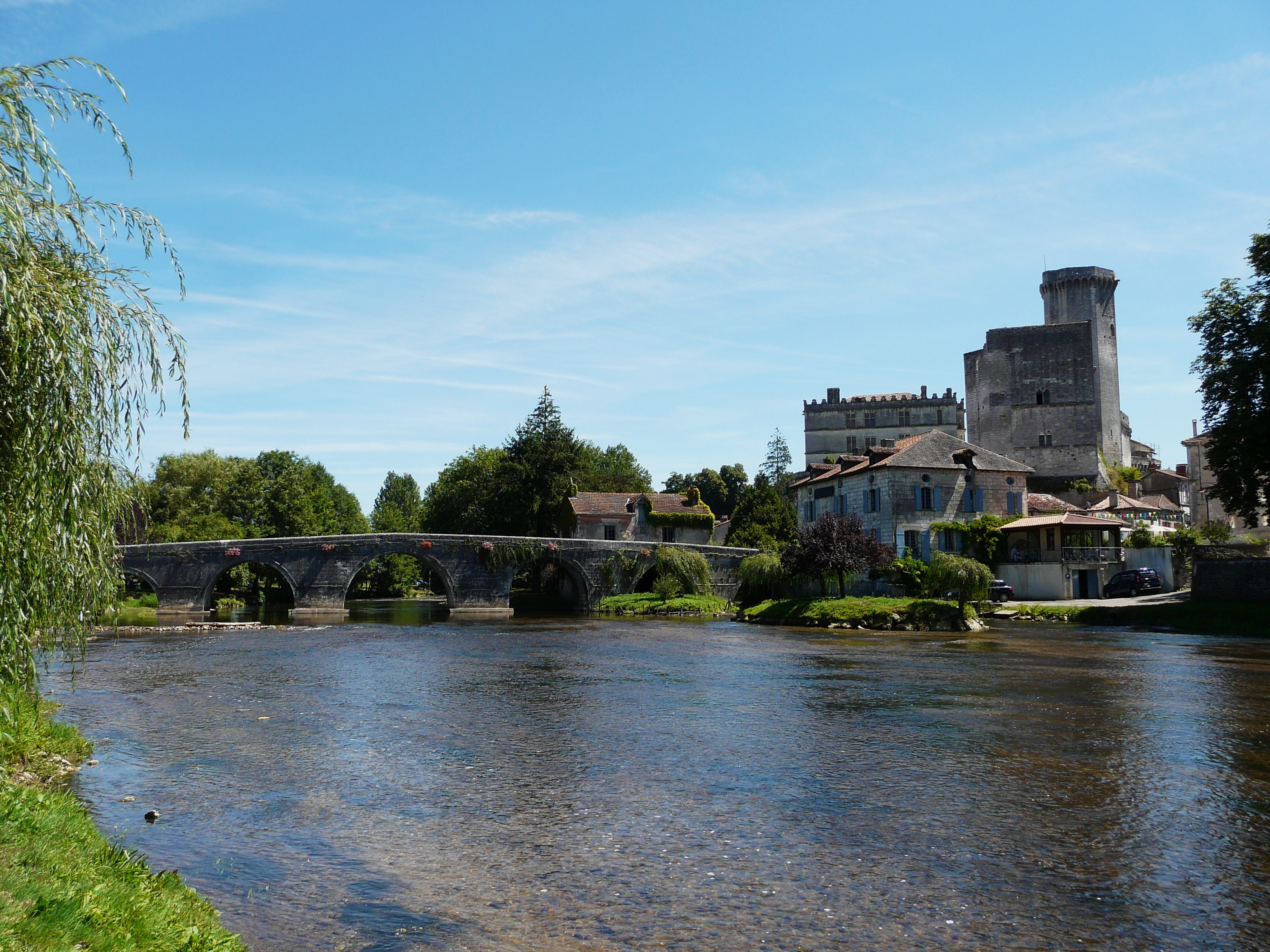
Brücke bei Bourdeilles mit Schloss
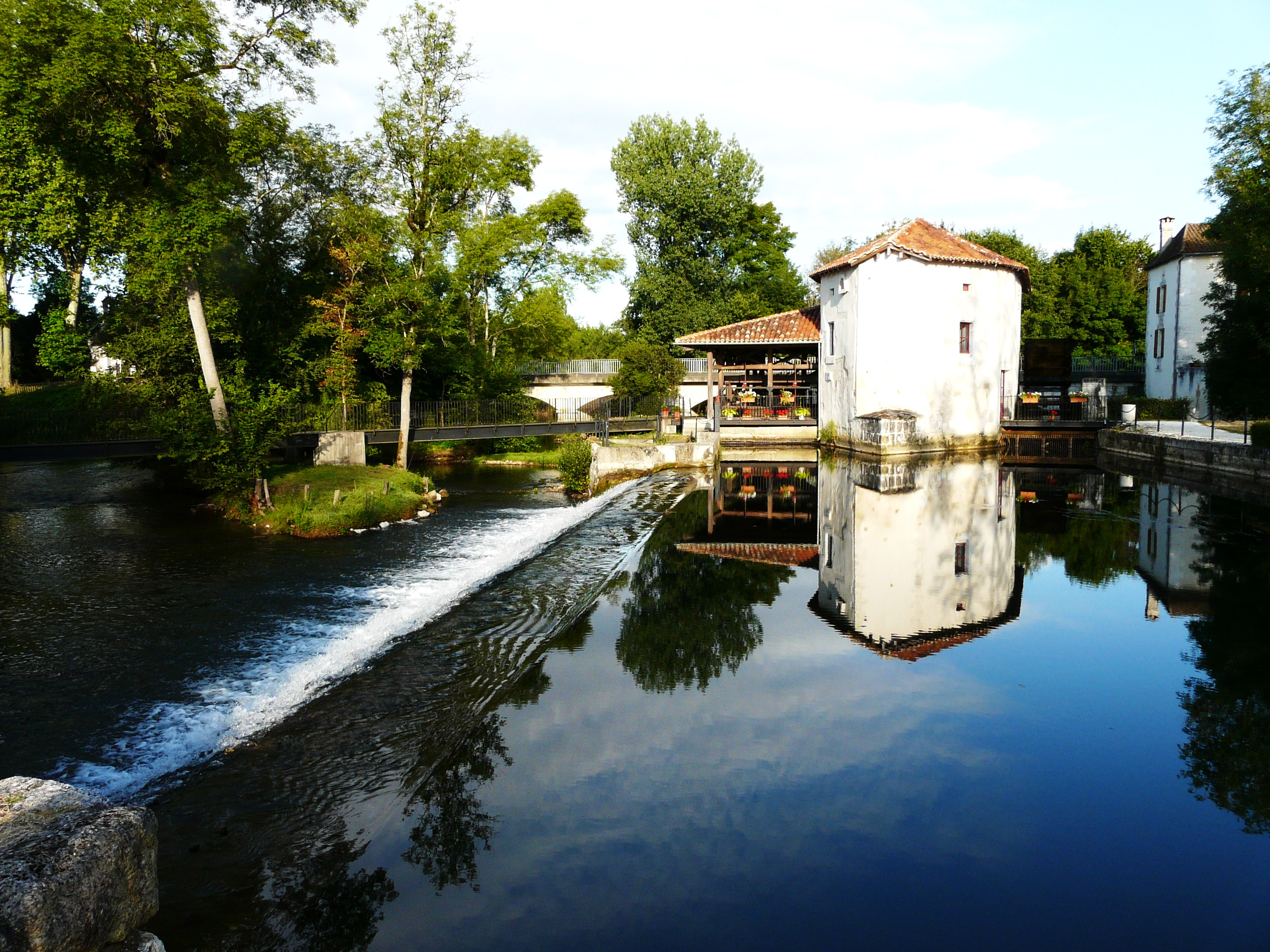
Mühle Moulin du Pont bei Montagrier
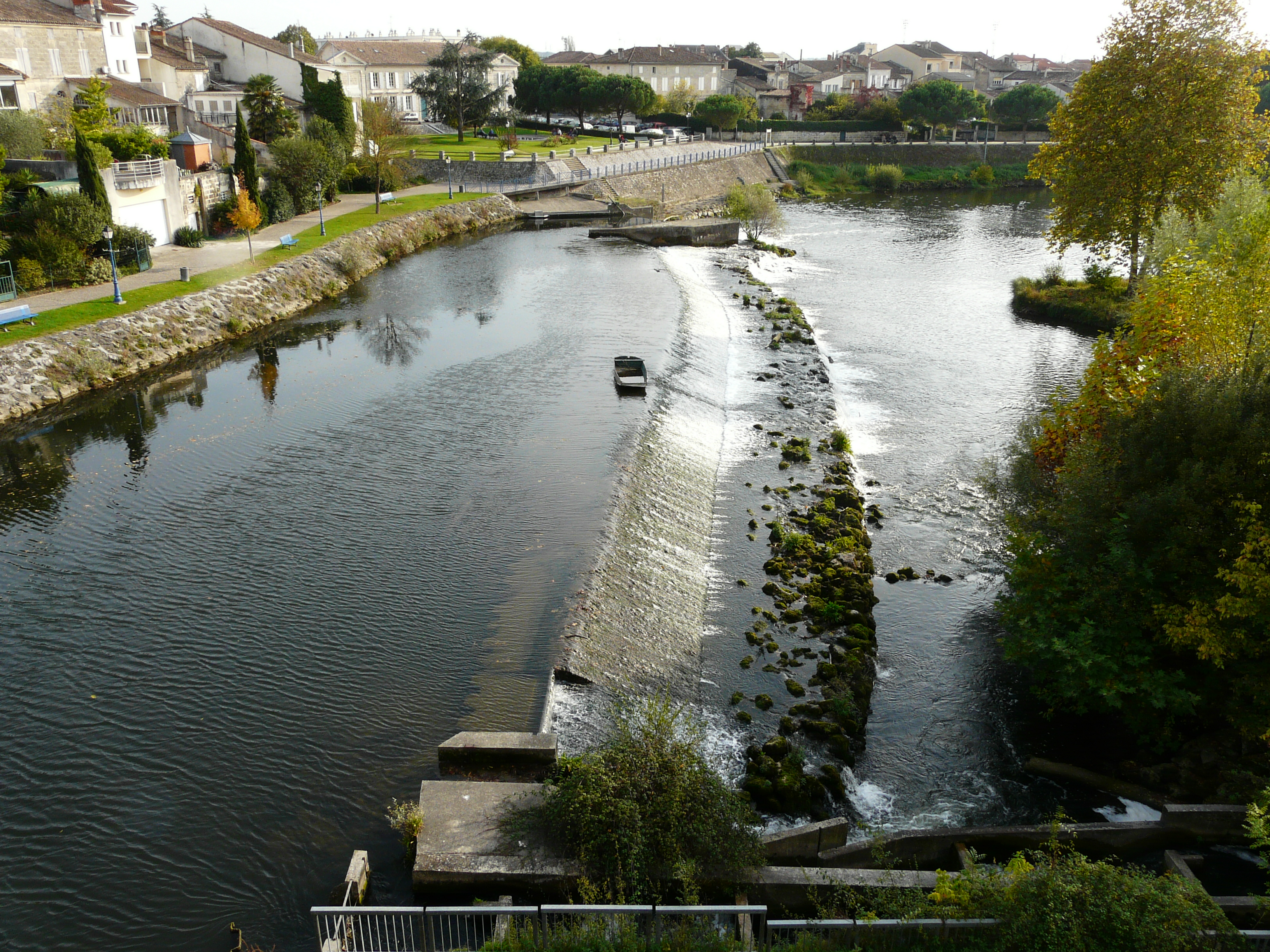
Die Dronne bei Coutras
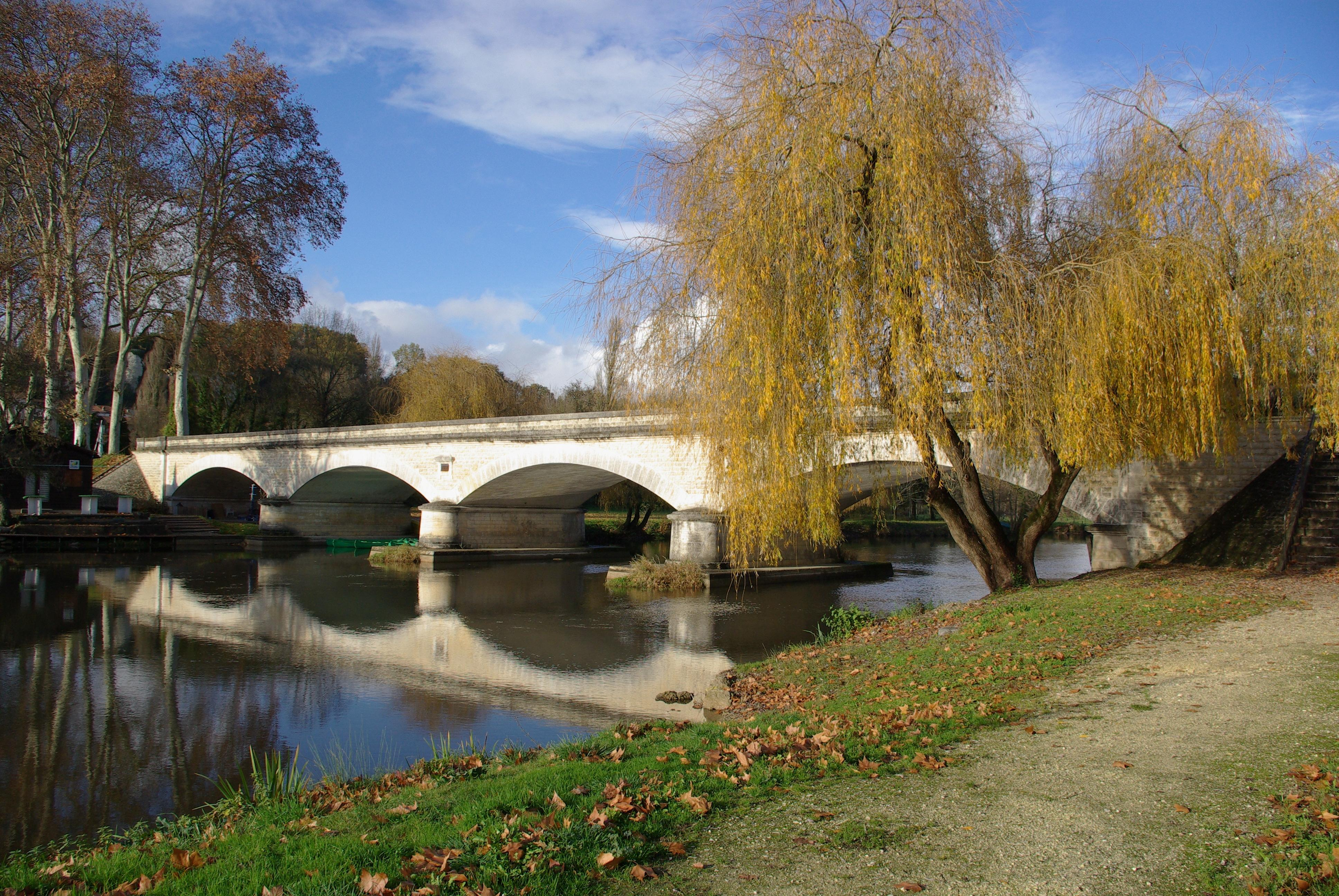
Die Dronne bei Aubeterre-sur-Dronne

- Platel, J.-P., Célérier, G., Duchadeau-Kervazo, C., Chigot, D. und Charnet, F. (1989). Carte géologique de la France à 1/50000. Feuille Périgueux (Ouest). Éditions du BRGM.